# Domenico Lucciardi
Domenico Lucciardi (Sarzana, 9 dicembre 1796 – Senigallia, 13 marzo 1864) è stato un cardinale italiano.

## Biografia
Nacque a Sarzana il 9 dicembre 1796.
Papa Pio IX lo elevò al rango di cardinale nel concistoro del 15 marzo 1852.
Fu vescovo di Senigallia e un fine diplomatico della Nunziatura Apostolica, insignito dell'Ordine dei Santi Maurizio e Lazzaro dalla corte sabauda il 12 aprile 1852.
Già delegato pontificio della provincia di Camerino, il 3 gennaio 1835 fu nominato pro-legato della città e provincia di Ravenna.
Ad ottobre del 1860, appena le Marche caddero sotto il dominio di Vittorio Emanuele di Savoia, che di lì a un anno sarebbe divenuto re d'Italia, le autorità regie ordinarono alla giunta provvisoria della città di requisire l'intera sezione civile e giudiziaria dell'archivio diocesano, risalenti rispettivamente al XV e al XIV secolo. Centinaia di volumi furono sottratti, nonostante le vane "proteste" formali del cardinale e dei vicari.
Nell'ambito culturale, finanziò Emanuele Gerini per il suo "Memorie storiche di illustri scrittori e uomini insigni dell'antica e moderna Lunigiana. Benché lontano, il cardinale non perse mai il legame con la terra nativa, elargendo donazioni alle opere di carità e alle congregazioni religiose locali.
Lucciardi morì a Senigallia il 13 marzo 1864, all'età di 67 anni.

## Famigliari
Anna Lucciardi, sorella del cardinale Domenico, sposò Domenico Podestà, il cui erede Bartolomeo nemmeno diciottenne risulta nel 1846 «nell'elenco dei convenuti all'Ottava Riunione degli scienziati italiani, tenuta in Genova dal 14 al 29 settembre 1846 di esso anno, colla qualifica di membro della Accademia di archeologia e storia di Roma» e, successivamente, bibliotecario nella Biblioteca Nazionale Vittorio Emanuele II di Roma e, dal 1882 al 1904, come secondo bibliotecario della Nazionale di Firenze, direttore della Mediceo Laurenziana e direttore della sezione dei manoscritti.

Fu inoltre membro della Società Ligure di Storia Patria e di varie Deputazioni di storia patria: Regia Deputazione di Storia Patria per le Provincie di Romagna, socio corrispondente della Regia Deputazione Toscana di Storia Patria, socio corrispondente della Società Romana di Storia Patria.

## Genealogia episcopale
La genealogia episcopale è:
- Cardinale Scipione Rebiba
- Cardinale Giulio Antonio Santori
- Cardinale Girolamo Bernerio, O.P.
- Arcivescovo Galeazzo Sanvitale
- Cardinale Ludovico Ludovisi
- Cardinale Luigi Caetani
- Cardinale Ulderico Carpegna
- Cardinale Paluzzo Paluzzi Altieri degli Albertoni
- Papa Benedetto XIII
- Papa Benedetto XIV
- Papa Clemente XIII
- Cardinale Bernardino Giraud
- Cardinale Alessandro Mattei
- Cardinale Giacomo Giustiniani
- Cardinale Pietro Ostini
- Cardinale Domenico Lucciardi